# 僧祐
僧祐（445年～518年），五胡十六國元嘉22年至梁天監17年。
江苏江宁人，俗姓俞，南梁佛教高僧。

## 生平
僧祐幼年时候喜欢佛寺，不肯回家，父母允许其出家。14岁时候，受具足戒后研习律部，后经常开讲戒律，并用所得进行寺院修缮、举行无遮大会、舍身斋等，收集经文。梁武帝非常器重他，所有关于佛教僧侣事宜皆由他审决。天监十七年于建初寺圆寂，享年74岁。他以《十诵律》为宗，又搜集各类经文传记，编写《出三藏记集》、《弘明集》。他门下有智藏、慧廓、宝唱等僧俗达万余人。